# (65708) Ehrlich
(65708) Ehrlich (1992 RB1) – planetoida z grupy pasa głównego asteroid okrążająca Słońce w ciągu 3,71 lat w średniej odległości 2,39 j.a. Odkryta 4 września 1992 roku.